# Oskar Werner
Oskar Werner (født Oskar Josef Bschließmayer; 13. november 1922, død 23. oktober 1984) var en østrigsk teater- og filmskuespiller. I 1946 ændrede han efternavnet til Werner.

## Filmografi (udvalg)
- 1951 – Afgørelse ved daggry
- 1955 – Lola Montès
- 1961 – Jules og Jim
- 1964 – Narreskibet
- 1965 – Spionen der kom ind fra kulden
- 1966 – Fahrenheit 451
- 1968 – Erotisk mellemspil
- 1968 – Fiskerens sko
- 1976 – S/S St. Louis - Skibet som fik verden til at skamme sig